# Léré-Ibaye
Léré-Ibaye est une localité située dans le département de Dori de la province du Séno dans la région Sahel au Burkina Faso.